# Ververa
«Ververa» — второй студийный альбом украинской певицы Веры Брежневой. Альбом был выпущен 28 апреля 2015 года, на лейбле «Velvet Music».

## Об альбоме
Ververa является вторым альбомным релизом исполнительницы, выпущенным спустя 5 лет после предыдущего релиза — «Любовь спасёт мир». Название альбома было взято из псевдонима, который певица использует в социальной сети Instagram. В новый альбом вошли как уже известные композиции («Доброе утро», «Хороший день», «Девочка моя» и «Реальная жизнь»), так и песни, ранее звучавшие только на концертах. Одна из этих концертных песен, «Четыре времени желаний», была добавлена без ведома певицы в Сеть и  быстро стала популярной. По этой причине, спустя пару недель, песня появилась в эфире радиостанций. 
«Этот альбом — музыкальный портрет Веры, такая она в данный момент, — говорит продюсер и автор большинства песен в альбоме Константин Меладзе. — Основной посыл альбома Ververa — свет, красота, оптимизм и гармония с окружающим миром — ничего придуманного, Вера каждую строчку поет от себя или о себе». Официальный релиз нового альбома певицы состоялся 28 апреля 2015 года в ITunes.

## Список композиций
| №   | Название                       | Длительность |
| --- | ------------------------------ | ------------ |
| 1.  | «Доброе утро»                  | 3:45         |
| 2.  | «Хороший день»                 | 3:31         |
| 3.  | «Девочка моя»                  | 3:41         |
| 4.  | «4 времени»                    | 4:05         |
| 5.  | «Бессонница»                   | 3:48         |
| 6.  | «Реальная жизнь»               | 3:52         |
| 7.  | «Мамочка»                      | 2:59         |
| 8.  | «Luna»                         | 3:36         |
| 9.  | «Любовь на расстоянии»         | 3:41         |
| 10. | «Feel»                         | 2:48         |
| 11. | «Скажи»                        | 3:55         |
| 12. | «Каждый хочет быть счастливым» | 3:41         |
| 13. | «Дом»                          | 3:31         |
| 14. | «Оттепель»                     | 3:38         |

## Критика
Альбом «Ververa» получил, в целом, положительные отзывы от критиков. Критик «InterMedia» Алексей Мажаев поставил 3 звезды из 5 возможных. Алексей обратил внимание на трек-лист: финальной, 14-й композицией является «Оттепель» — песня из одноимённого сериала, которую в оригинале исполнила актриса Паулина Андреева. Автор также высказал мнение, что Вера Брежнева, исполнила «Оттепель» близко к оригинальной манере Паулины Андреевой: «Голос Веры узнаваем, но при этом она очень бережно сохранила все аранжировочные приёмы Константина Меладзе. Некоторым может показаться, что Брежневой не хватило актёрского драматизма, которым Паулина в своей версии компенсировала вокальные недочёты. Но тут дело такое: песня по-прежнему привязывается намертво независимо от того, кто её поёт». Рецензентом было отмечено, что в пластинку вошло много уже известных песен — «Доброе утро», «Девочка моя», «Хороший день», «Реальная жизнь» и т. д., но новинки на их фоне не слишком выделяются: «Но нужно сказать, что перед Константином Меладзе и не стоит задача сделать из Веры Брежневой главную производительницу поп-хитов». В целом, на сайте посчитали, что от альбома остаётся ощущение заряженности на позитив: «Самой же интересной песней неожиданно оказался дуэт с Артуром Пирожковым „Луна“: здесь Вера выходит из образа „зажигалки“, чтобы предстать в нежно-ироничном имидже, который, между прочим, тоже ей очень идёт. Непривычную Веру также можно услышать в англоязычной песне „Feel“ и в дуэте „Скажи“ с группой „Друга Ріка“. С этих треков рекомендуется начинать прослушивание альбома тем, у кого жизненный тонус и так в порядке».